# Italochrysa burgeoni
Italochrysa burgeoni is een insect uit de familie van de gaasvliegen (Chrysopidae), die tot de orde netvleugeligen (Neuroptera) behoort. 
Italochrysa burgeoni is voor het eerst wetenschappelijk beschreven door Navás in 1924.